# Джейн Леві
Джейн Колберн Леві (англ. Jane Colburn Levy; 29 грудня 1989, Лос-Анджелес) — американська акторка, найбільш відома за роллю Тесси Альтман у комедійному телесеріалі «Передмістя».

## Життєпис
Джейн Леві народилась у Лос-Анджелесі, в родині художниці Мері та музиканта Лестера Леві. Вона виросла у окрузі Марін в Північній Каліфорнії, де відвідувала вищу школу. По закінченні школи Леві вчилась у Гаучер-коледжі, після чого вступила до акторської школи імені Стелли Адлер у Нью-Йорці.
Після двох років навчання у акторській школі Джейн повернулась до Нью-Йорка і отримала роль Менді Мілкович у п'яти епізодах телесеріалу «Безсоромні».
У березні 2011 року Леві зіграла першу головну роль у своїй кар'єрі, у серіалі «Передмістя», де її колегами за зйомками стали Джеремі Сісто та Шеріл Гайнс. Серіал отримав позитивні відгуки критиків і став успішним у телевізійних рейтингах.
Серіал «Передмістя» приніс Джейн Леві неабияку популярність. TV Guide та Theinsider.com назвали її однією з найкращих молодих акторів 2011 року, а AOL включив її до списку 11 найсмішніших жінок на телебаченні. Forbes назвав її однією з 30 найяскравіших зірок майбутнього.
У 2012 році Джейн знялась у двох повнометражних фільмах, «Курдупель» та «Ніхто не йде», а у 2013 році з'явилась у ремейку культового фільму жахів «Зловісні мерці», в якому зіграла роль наркозалежної Мії. Наступного року у прокат вийшли два фільми за участю акторки — «Про Алекса» та «Піф-паф крихітка», а у 2015 році Леві знялася у «Френку та Сінді».

## Особисте життя
3 березня 2011 року одружилася з актором Джеймі Фрейтасом, однак вже в жовтні пара розійшлась, а у квітні 2013 року Леві подала заяву на розлучення.

## Фільмографія

### Кінофільми
| Рік  | Українська назва                             | Оригінальна назва                          | Роль                            |
| ---- | -------------------------------------------- | ------------------------------------------ | ------------------------------- |
| 2012 | Ніхто не йде                                 | Nobody Walks                               | Керолайн                        |
| 2012 | Курдупель                                    | Fun Size                                   | Ейпріл Мартін-Данзінгер-Росс    |
| 2013 | Зловісні мерці                               | Evil Dead                                  | Мія Аллен                       |
| 2014 | Про Алекса                                   | About Alex                                 | Кейт                            |
| 2014 | Піф-паф крихітка                             | Bang Bang Baby                             | Стеффі                          |
| 2015 | Френк та Сінді                               | Frank and Cindy                            | Кейт                            |
| 2016 | Не дихай                                     | Don't Breathe                              | Роккі                           |
| 2016 | Автомонстри                                  | Monster Trucks                             | Мередіт                         |
| 2017 | Я більше не почуваюсь як вдома у цьому світі | I Don't Feel at Home in This World Anymore | Дез                             |
| 2018 | Офісний розковбас                            | Office Uprising                            | Саманта                         |
| 2018 | Претенденти                                  | Pretenders                                 | Кетрін                          |
| 2023 | Токсичний месник                             | The Toxic Avenger                          | представниця страхової компанії |
| 2026 | В череві кита                                | Whalefall                                  |                                 |

### Телебачення
| Рік         | Українська назва         | Оригінальна назва              | Роль           | Примітки                  |
| ----------- | ------------------------ | ------------------------------ | -------------- | ------------------------- |
| 2011        | Безсоромні               | Shameless                      | Менді Мілкович | 5 епізодів                |
| 2011 — 2014 | Передмістя               | Suburgatory                    | Тесса Альтман  | Головна роль; 57 епізодів |
| 2017        | Твін Пікс: Повернення    | Twin Peaks: The Return         | Мередіт        | Епізод: "Part 5"          |
| 2017        | А ось і Джонні!          | There's... Johnny!             | Джой Ґрінфілд  | Головна роль; 7 епізодів  |
| 2018        | Касл-Рок                 | Castle Rock                    | Джекі          | Головна роль; 10 епізодів |
| 2019        | Що/Якщо                  | What/If                        | Ліза Донован   | Головна роль; 10 епізодів |
| 2020 — 2021 | Незвичайний плейлист Зої | Zoey's Extraordinary Playlis   | Зої Кларк      | Головна роль; 25 епізодів |
| 2021        | Надзвичайне Різдво Зої   | Zoey's Extraordinary Christmas | Зої Кларк      | Телефільм                 |

## Нагороди і номінації
| Рік  | Нагорода                                | Категорія                                                       | Робота                   | Результат | Пос.  |
| ---- | --------------------------------------- | --------------------------------------------------------------- | ------------------------ | --------- | ----- |
| 2021 | Золотий глобус                          | Найкраща жіночу роль у телесеріалі — комедія або мюзикл         | Незвичайний плейлист Зої | Номінація | [ 8 ] |
| 2021 | Hollywood Critics Association TV Awards | Найкраща жіноча роль в ефірному або кабельному серіалі, комедія | Незвичайний плейлист Зої | Перемога  | [ 9 ] |